# كابروني كا.100
كابروني كا.100 (بالإنجليزية: Caproni Ca.100)‏ هي طائرة تدريب أنتجت في إيطاليا. من صناعة كابروني للطائرات. كان أول طيران لها في 1928. صنع منها 681 طائرة.